# Ege Kökenli
Ege Kökenli (ur. 20 marca 1993) – turecka aktorka.

## Życiorys
Urodziła się w Kırklareli w Turcji, jednak jako nastolatka przeprowadziła się do Stambułu, by uczęszczać do francuskiej szkoły średniej. Dzięki temu należała do grupy teatralnej. Przez 2 lata studiowała na prywatnym stambulskim Uniwersytecie Bilgi, a następnie ukończyła edukację na Uniwersytecie Haliç.
Jej debiut aktorski miał miejsce w 2004 roku, gdy zagrała w serialu En İyi Arkadaşım. W późniejszych latach zagrała między innymi w serialach Güneşin Kızları, Tylko z Tobą, Kalp Atisi.

## Filmografia
| Rok       | Tytuł               | Rola            |
| --------- | ------------------- | --------------- |
| 2004      | En İyi Arkadaşım    | Ece             |
| 2006      | Anadolu Kaplanı     | Gizem           |
| 2010      | Öğretmen Kemal      | Peri            |
| 2011      | Yahşi Cazibe        | Itır Kükreyen   |
| 2013-2014 | Çalıkuşu            | Mari            |
| 2015-2016 | Güneşin Kızları     | Melisa Taşkıran |
| 2015–2016 | Tylko z Tobą        | Yaren Kozan     |
| 2017      | Kalp Atışı          | Dr. Bahar Tunç  |
| 2019      | Yasak Elma          | Yağmur          |
| 2019      | Benim Tatli Yalanim | Aylin           |
| 2020-2021 | Kefaret             | Nil Anil        |
| 2021      | Menajerimi Ara      | ona sama        |
| 2021      | Doğu                | Zeynep          |
| 2022      | Duy Beni            | Bahar           |

| Rok  | Tytuł             | Rola  |
| ---- | ----------------- | ----- |
| 2014 | Karanliktan Sonra |       |
| 2016 | Intent Niyet      |       |
| 2017 | Taksim Hold'em    | Seda  |
| 2018 | Çiçek             | Defne |
| 2020 | Son Şaka          | Ayşen |